# Mutatorphänotyp
Unter einem Mutatorphänotyp versteht man in der Genetik einen Phänotyp, bei dem eine Erhöhung der Mutationsfrequenz im gesamten Genom beobachtet wird. Er wird verursacht durch Mutationen in bestimmten Genen, die zu einer genetischen Instabilität führen. Genauer gesagt finden diese Mutationen in Genen von DNA-Reparaturmechanismen statt, wodurch entstandene Fehler bei der DNA-Replikation nicht mehr im vollständigen Umfang behoben werden können. Als Folge dessen ist ein Anstieg der Mutationsrate zu beobachten. 
Der Mutatorphänotyp kann eine wichtige Rolle bei der Anpassung von Bakterien an bestimmte Lebensbedingungen einnehmen.
Besonders Mutationen in Tumorsuppressorgenen, wie beispielsweise dem p53-Gen, haben einen Mutatorphänotyp zur Folge.